# Andy Rubin
Andrew Rubin, detto Andy (Chappaqua, 13 marzo 1963), è un informatico statunitense.

## Biografia
Andrew Rubin è un informatico, cofondatore e ex-CEO della compagnia che ha sviluppato Android, un sistema operativo per smartphone. È stato vicepresidente della sezione ingegneria a Google ed è considerato l'uomo dietro le quinte del lancio di Nexus One, il telefonino sviluppato da Google in collaborazione con HTC.
Il 31 ottobre 2014 annuncia di essersi licenziato da Google per dedicarsi alle startup, seguendo i progetti hardware delle aziende emergenti e fondandone alcune, tra cui Playground Global ed Essential Products nel 2015.
Nel 2018, sulla scia del fenomeno #MeToo, si scopre che in realtà i vertici dell'azienda costrinsero Rubin a rassegnare le dimissioni per un caso di molestie sessuali ai danni di una collega. Nonostante le gravi accuse, Rubin venne tuttavia coperto dai vertici aziendali e gli fu anche assicurata una buonuscita di 90 milioni di dollari scatenando una serie di proteste tra i lavoratori sparsi nel mondo.
Il nonno paterno nacque a Montagnana nel 1913. Militante anarchico, fuggì in Francia nel 1935 per sfuggire all'arresto da parte della OVRA; da qui si imbarcò successivamente per gli Stati Uniti.